# الیا باستیانونی
الیا باستیانونی (انگلیسی: Elia Bastianoni؛ زادهٔ ۱۸ مهٔ ۱۹۹۱) بازیکن فوتبال اهل ایتالیا است.
از باشگاه‌هایی که در آن بازی کرده‌است می‌توان به باشگاه فوتبال کارپی، باشگاه فوتبال لیورنو، باشگاه فوتبال وارزه، و باشگاه فوتبال کاتانیا اشاره کرد.